# Canariphantes homonymus
Canariphantes homonymus là một loài nhện trong họ Linyphiidae.
Loài này thuộc chi Canariphantes. Canariphantes homonymus được J. Denis miêu tả năm 1934.